# Kościół św. Karola Boromeusza w Warszawie (Powązki)

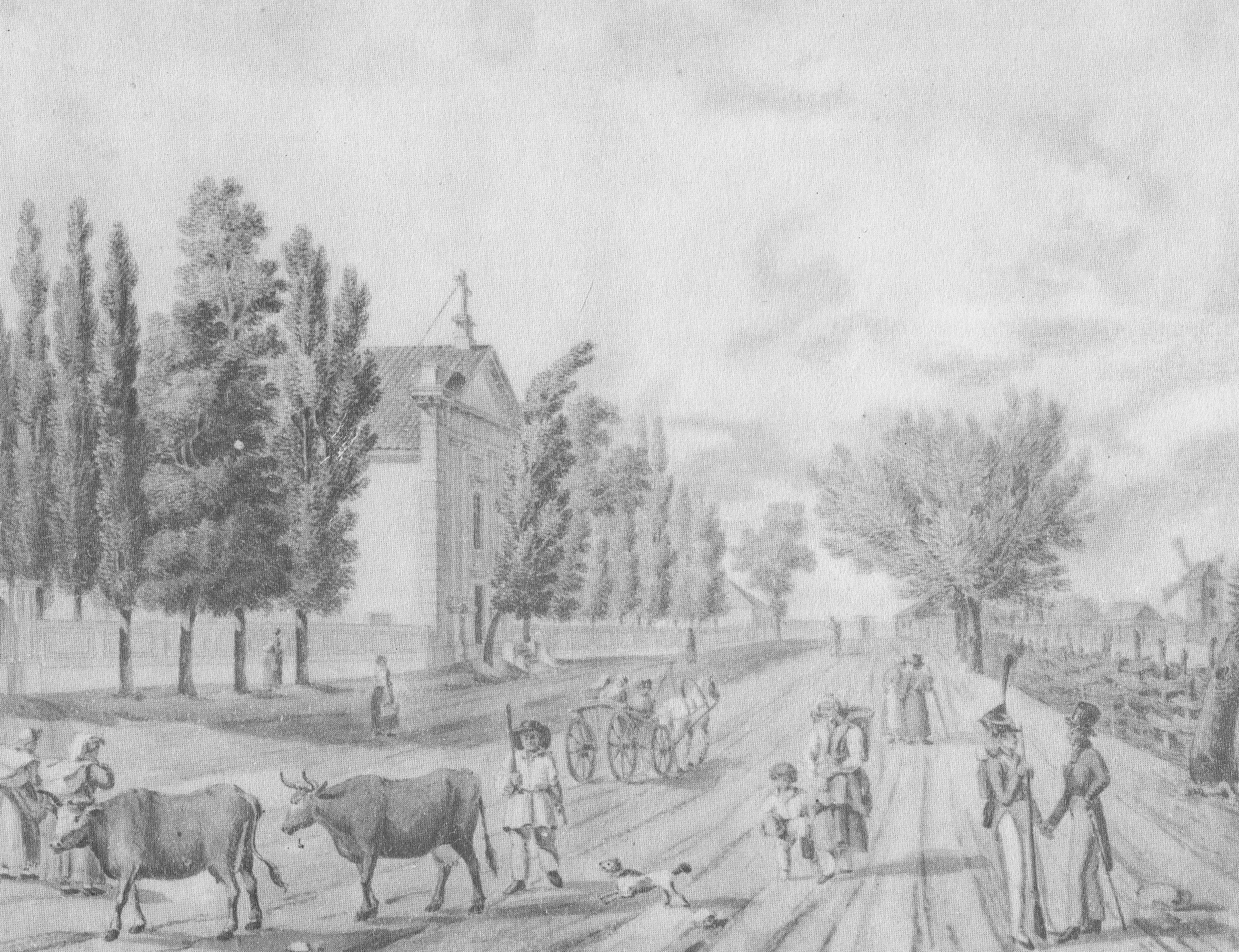
Świątynia przed rozbudową na rysunku Aleksandra Majerskiego (1818)

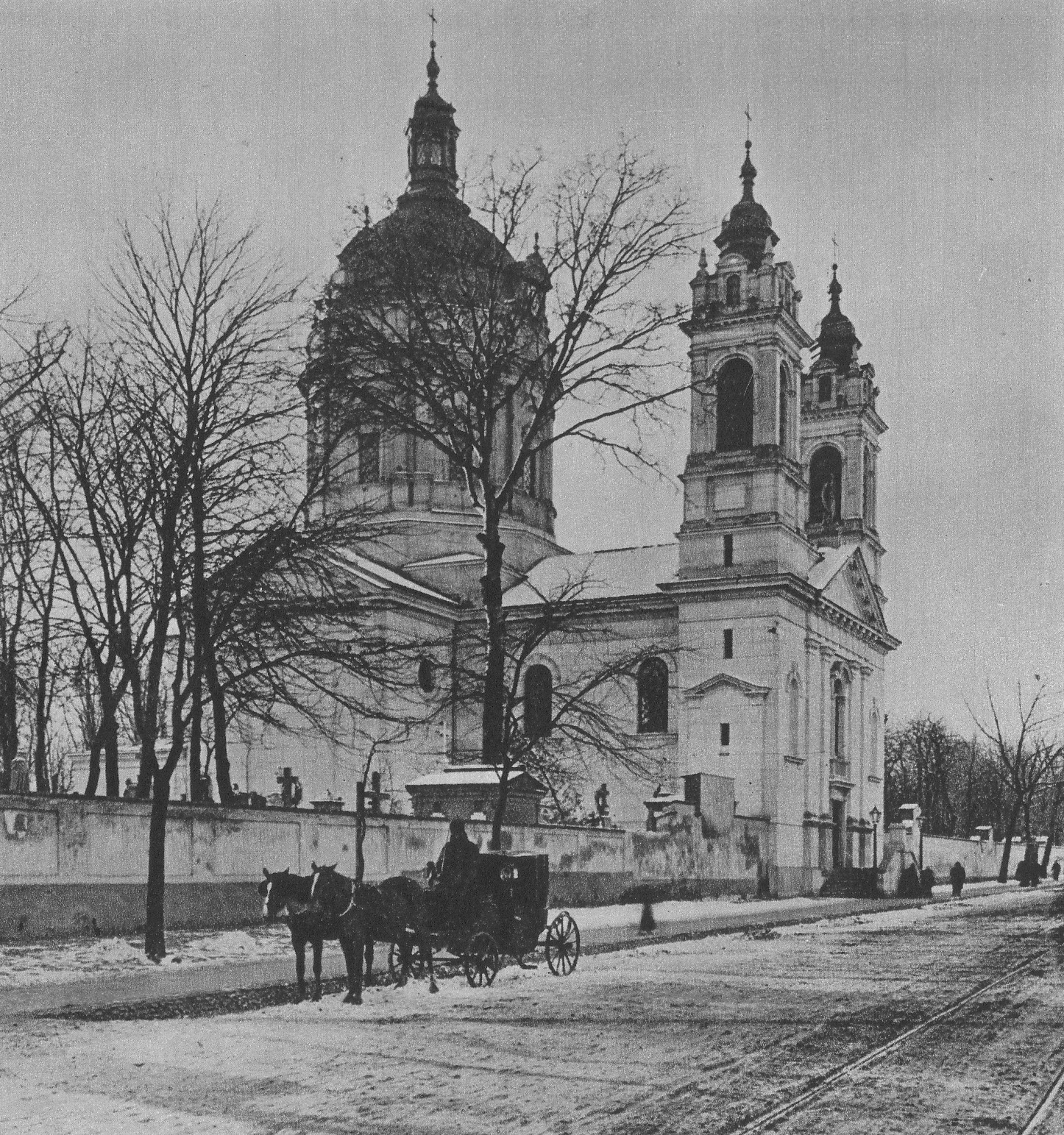
Świątynia w okresie okresie międzywojennym

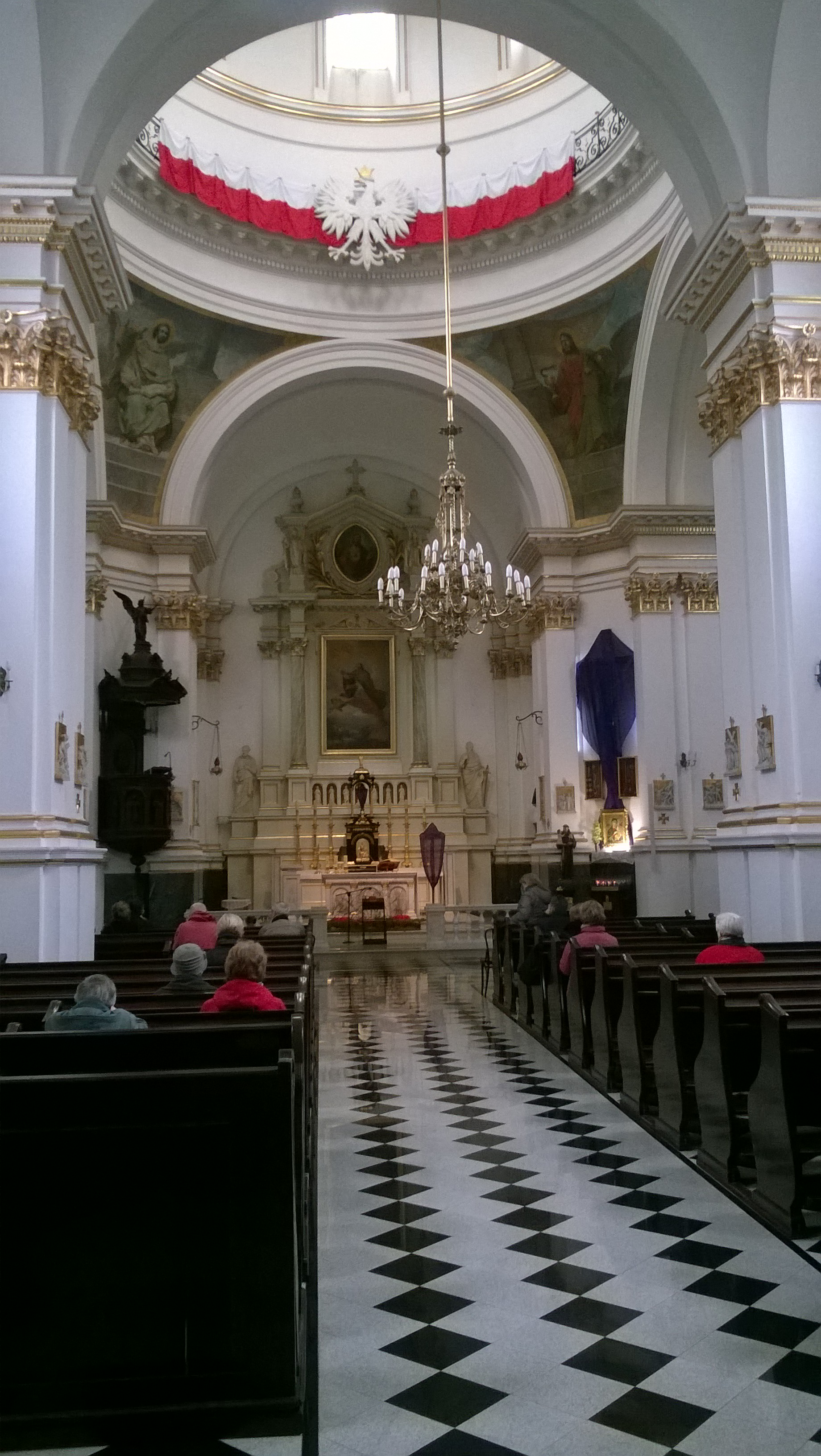
Wnętrze kościoła (2017)

Kościół św. Karola Boromeusza – kościół znajdujący się przy ul. Powązkowskiej  w Warszawie, w dzielnicy Wola.

## Historia
Kościół powstał pomiędzy rokiem 1790 a 1793 według projektu Dominika Merliniego, z fundacji króla Stanisława Augusta i jego brata, ówczesnego prymasa Michała Poniatowskiego. Został wzniesiony pierwotnie jako skromna świątynia w stylu klasycystycznym na terenie nowo powstałego cmentarza Powązkowskiego.
Budynek ten był jednonawowy, z płaską elewacją wspartą na czterech pilastrach, pomiędzy którymi na środku umieszczono drzwi w portalu. Jako że pełnił też funkcję kostnicy, w ścianie południowej nie było okien. Ponieważ pierwotnie cmentarz obsługiwał trzy parafie – św. Jana, Panny Marii i św. Andrzeja – ich patronom poświęcono trzy ołtarze, a na ołtarzu kolegiackim zawisł obraz przedstawiający modlącego się św. Karola Boromeusza pędzla Józefa Walla (Wahla) (1752/1753?–1798), dar prymasa.
W latach 1820 i 1837 odbyły się remonty świątyni – przybył obraz Wniebowzięcia NMP pędzla Józefata Łukaszewicza oraz wyjście na cmentarz.
Po zamknięciu cmentarzy świętokrzyskiego i ujazdowskiego w kościele odbywały się liczne pogrzeby i zaszła konieczność kolejnego remontu. W okolicy zlokalizowanej pierwotnie poza rogatkami miasta zaczęły się pojawiać rodziny wojskowych, kupców i rzemieślników. W 1849 roku rozpoczęła się przebudowa pod kierunkiem architekta Alfonsa Kropiwnickiego, a nadzór nad całością powierzono Alfonsowi Welke. Przedłużono świątynię w kierunku południowym, wzniesiono trzy nowe ołtarze, poddano renowacji obraz Wahla. 22 września 1850 odbyła się uroczysta konsekracja odnowionego kościoła.
Pod koniec XIX w. odbywała się tu tak duża liczba pogrzebów (pomimo otwarcia cmentarza na Bródnie), że zaszła konieczność dalszej rozbudowy świątyni, a w zasadzie budowy nowej. Jako że na uzyskanie pozwolenia rosyjskiego cara i władz wojskowych nie można było liczyć, pod pretekstem rozbudowy w latach 1891–1898 zbudowano praktycznie nową świątynię według planów i pod kierunkiem Józefa Piusa Dziekońskiego. Rozebrano mury świątyni, zostawiając jedynie nietkniętą fasadę. Dzięki temu powstał sześciokrotnie większy kościół, wzniesiony na planie krzyża łacińskiego z kopułą umieszczoną na bębnie nad przecięciem nawy głównej i transeptu. Odbudowano też prezbiterium, zakrystię oraz dwie wieże, pełniące rolę dzwonnic. Zaprojektowano także nowe ołtarze.
W tym stanie kościół przetrwał aż do II wojny światowej, kiedy w czasie powstania warszawskiego Niemcy zlokalizowali na cmentarzu stanowisko ciężkiej artylerii. Spadające bomby wznieciły pożar, w wyniku którego spadła kopuła, zniszczeniu uległa dzwonnica, część dachu i organy, a zabytkowe dzwony spadły z wieży i stopiły się.
Powojenną konserwację kościoła pod nadzorem architekta Stanisława Marzyńskiego ukończono dopiero w 1960. Celem jej było przywrócenie kościoła do stanu po przebudowie przez Józefa Piusa Dziekońskiego, co zostało osiągnięte z wyjątkiem polichromii we wnętrzu, których ocalałe fragmenty odnowił prof. Władysław Zych. 
W 1965 roku świątynia została wpisana do rejestru zabytków. 
W 1978 roku erygowano nową parafię pw. św. Karola Boromeusza.

## Sanktuarium „Poległym i Pomordowanym na Wschodzie”
W 1984 z inicjatywy miejscowego proboszcza i rektora ks. Stefana Niedzielaka na zewnętrznej ścianie kościoła powstało miejsce pamięci z zaprojektowanym przez inż. Jadwigę Zienkiewiczową krzyżem z napisem: Poległym na Wschodzie, ufundowanym przez Wojciecha Ziembińskiego. 1 września 1984 krzyż ten został poświęcony przez prymasa Polski, kardynała Józefa Glempa. Przy kościele zaczęli się skupiać członkowie rodzin ofiar zbrodni katyńskiej, a ścianę koło krzyża pokryto ok. 1000 tabliczek epitafijnych poświęconych Polakom zamordowanym lub zaginionym na terenie Związku Radzieckiego.
W 1990 roku pod krzyżem wmurowano relikwiarz z czaszką jednego z polskich oficerów zamordowanych w Katyniu odnalezioną w Instytucie Medycyny Sądowej i Kryminalistyki w Zagrzebiu. Czaszkę tę wywiózł w 1943 z Katynia jeden z członków Międzynarodowej Komisji Lekarskiej (MKL), prof. Eduard Miloslavić. Relikwiarz ufundowała Rada Ochrony Pamięci Walk i Męczeństwa i warszawski oddział Pewexu.
W 2004 roku na ścianie kościoła umieszczono tablicę pamiątkową ku czci członków Komisji Technicznej Polskiego Czerwonego Krzyża prowadzącej w 1943 ekshumacje w Katyniu.
W skład Sanktuarium wchodzą również tablice pamiątkowe poświęcone dowódcom Armii Krajowej. W kościele znajduje się replika obrazu Matki Bożej Kozielskiej.
Członkowie rodzin ofiar zbrodni katyńskiej skupieni wokół kościoła pw. św. Karola Boromeusza na Powązkach i Sanktuarium „Poległym i Pomordowanym na Wschodzie” utworzyli w 1988 roku Stowarzyszenie Warszawska Rodzina Katyńska, którego siedziba mieściła się w domu parafialnym. Początkowo działało ono pod opieką ks. Stefana Niedzielaka, zamordowanego przez tzw. nieznanych sprawców w nocy z 19 na 20 stycznia 1989 roku, a następnie pod opieką ks. Zdzisława Króla, który zginął w katastrofie polskiego samolotu Tu-154 w Smoleńsku.